# Джозеф Стелла
Джозеф Стелла (народжений Джузеппе Мікеле Стелла, 13 червня 1877 р — 5 листопада 1946) — американський художник-футурист італійського походження, найбільш відомий своїми зображеннями індустріальной Америки, особливо зображенням Бруклінського мосту. Він також пов'язаний з американським рухом прецизіоністів 1910-1940-х років.

## Молодість і освіта
Стелла народилася в сім'ї середнього класу в Італії, в Муро Лукано, селі в провінції Потенца. Його дід Антоніо та батько Мікеле були адвокатами, але він переїхав до Нью-Йорка в 1896 році, щоб вивчати медицину, як зробив його старший брат доктор Антоніо Стелла. У той час Джузеппе змінив ім'я на Жозеф. Однак він швидко покинув навчання медицині й замість цього звернувся до мистецтва, почав навчатись у Лізі студентів мистецтва та Нью-Йоркській школі мистецтв під керівництвом Вільяма Мерріта Чейза .

## Кар'єра

### Сполучені Штати

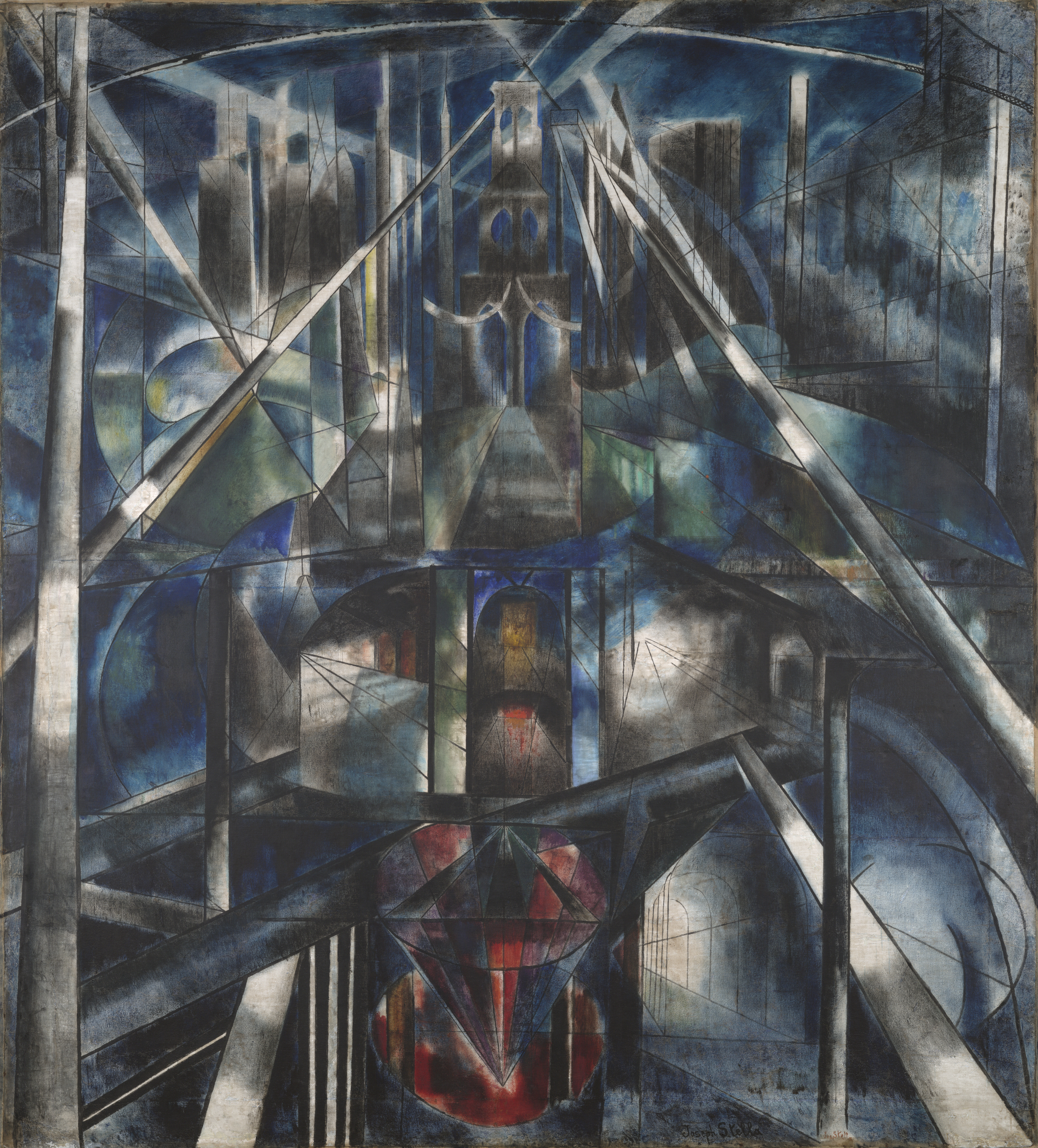
Бруклінський міст, портрет Бруклінського мосту 1920 року роботи Стелли, який зараз виставляється в художній галереї Єльського університету в Нью-Гейвені, штат Коннектикут

Перші картини Стелли були зображеннями міських нетрів у стилі Рембрандтеска. Чудовий рисувальник, він робив малюнки протягом різних етапів своєї кар'єри, починаючи як академічний реаліст з особливим інтересом до іммігрантського та етнічного життя. З 1905 по 1909 рік він працював ілюстратором, публікуючи свої реалістичні малюнки в журналах. «Він ходив вулицями з блокнотом і олівцем у руках, насторожений, щоб вловити позу моменту, деталь костюма чи манеру, яка розповідала історію життя». У 1908 році його замовили для серії про промисловий Піттсбург, яка пізніше була опублікована в The Pittsburgh Survey.

### Європа
Стелла повернулася до Італії в 1909 році. Він був нещасливий у Сполучених Штатах, писав, що прагне повернутися на батьківщину після «вимушеного перебування серед ворогів, у чорній похоронній землі, над якою тяжіє… прокляття нещадного клімату». Його повернення до Європи призвело до його першого значного контакту з модернізмом, який, зрештою, сформував його характерний особистий стиль, який вирізнявся сильним кольором, розмашистими та динамічними лініями. До 1911 року він залишив Італію, де всюдисущість Ренесансу була своєрідною перешкодою для сучасних художників, і переїхав до Парижа. Коли він прибув, «фовізм, кубізм і футуризм були в розпалі», — писав він, і «[в] повітрі витало блиск битви». Це було правильне місце, щоб бути в потрібний час для людини Стелли допитливості, відкритості до нових тенденцій і амбіцій.
У Парижі Стелла відвідувала салон Гертруди Стайн, де познайомилася з багатьма іншими художниками. «[Штейн] знайшла великого та бурхливого художника схожим на [її друга, поета] Аполлінера; вони обидва мали запас саркастичної дотепності, яка часто оберталася проти їхніх власників». Погляд Стелли на господиню справді був саркастичним: вона сиділа, писав він, «на троні на дивані посеред кімнати», оточена своїми Сезаннами та Пікассо, «з сильною урочистістю піфони чи сивіли… висока і віддалена поза».
Познайомившись з Умберто Боччоні та подружившись із Джино Северіні в Європі, він зв'язався з італійськими футуристами та почав впроваджувати футуристичні принципи у своє мистецтво, хоча його також цікавили структурні експерименти кубістів і динамічний колорит фовизму.

### Повернення до Сполучених Штатів
Повернувшись до Нью-Йорка в 1913 році, Стелла хотів дати собі у Сполучених Штатах другий шанс. Це було рішення, про яке він не шкодував, хоча, як зазначила історик мистецтва Ванда Корн, «його культурний шок ніколи не вщухав». Він став частиною кіл Альфреда Штігліца та Волтера Аренсберга на Манхеттені та мав тісні стосунки з колегами-емігрантами Альбертом Глейзом та лідером нью-йоркського дадаїстичного руху Марселем Дюшаном (Стелла та Аренсберг супроводжували Дюшана до магазину сантехніки в 1917 році придбати відомий пісуар). Завдяки цим асоціаціям у нього було майже стільки ж можливостей, скільки він мав у Європі, побути серед споріднених душ і побачити передове нове мистецтво. У 1913—1914 роках він намалював «Битва вогнів, Коні-Айленд», одну з найперших і найбільших американських футуристичних робіт. Легендарна Збройна виставка 1913 року, в якій він брав участь, дала йому ще більший поштовх до експериментів із модерністськими стилями. Кавалер Рози (1914) і Весна (Процесія — хроматичне відчуття) (1914–16) — це яскраві кольорові абстракції.

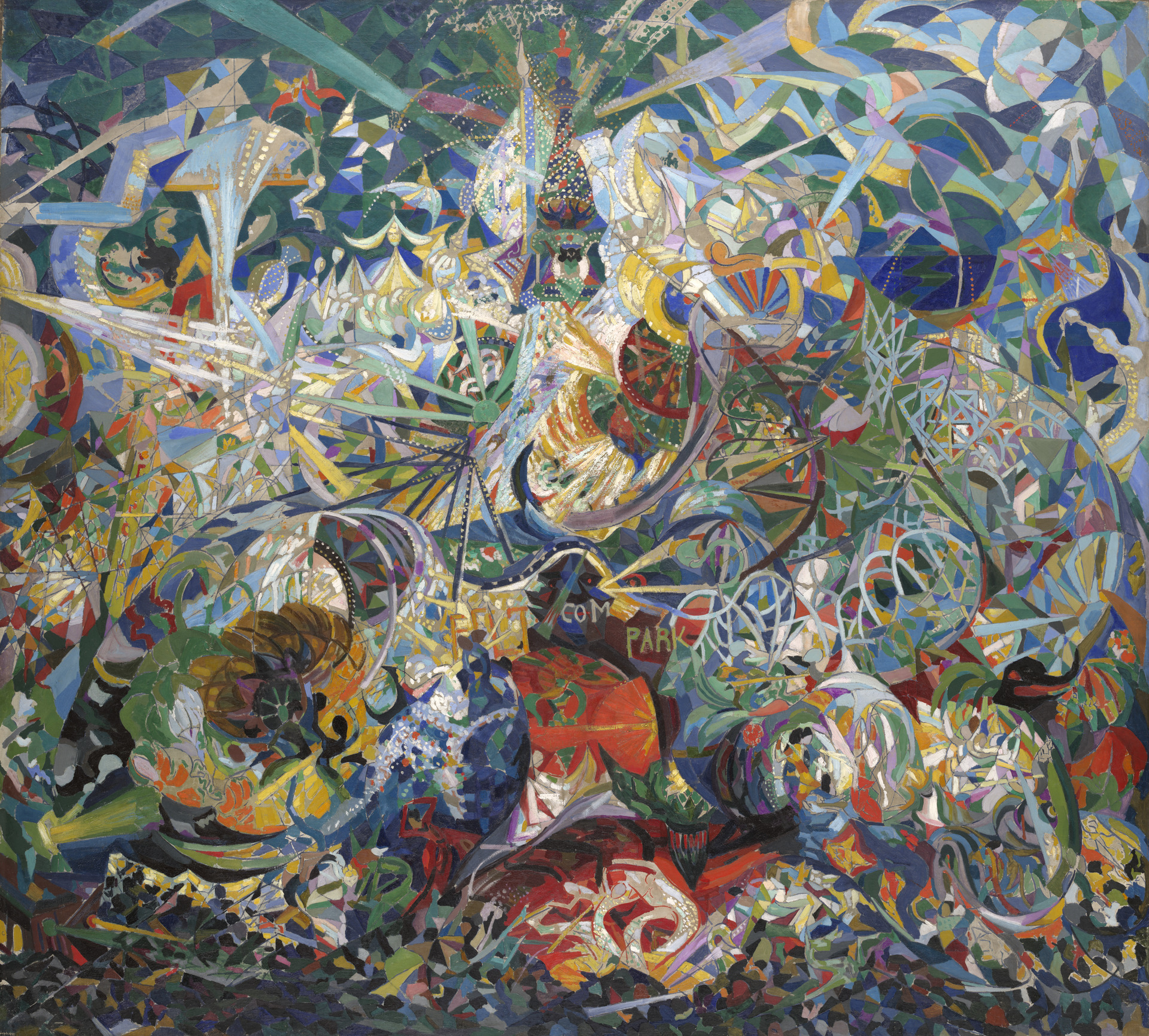
Битва вогнів, Коні-Айленд, Марді Гра, портрет Коні-Айленда 1914 року, написаний Стеллою, зараз виставлено в художній галереї Єльського університету в Нью-Гейвені, штат Коннектикут.

У Нью-Йорку в 1920-х роках Стелла була зачарована геометричною якістю архітектури Нижнього Манхеттена. У цих творах він далі засвоював елементи кубізму та футуризму. У «Бруклінському мосту» (1919—1920) він показує своє захоплення широкими лініями мосту Роблінгів, мотивом, який він використовував за кілька років до того, як поет Гарт Крейн звернувся до цієї споруди як до символу сучасності. На зображеннях Стелли мосту зображені діагональні троси, які з силою проносяться вниз, забезпечуючи спрямовану енергію. У той час як ці динамічні зображення натякають на хвилювання та рух сучасного життя, у руках Стелли образ мосту також стає потужною іконою стабільності та солідарності. Серед інших його відомих картин — «Інтерпретація Нью-Йорка» («Голос міста») (1922), твір із п'яти панелей (майже двадцять три фути завдовжки та понад вісім футів заввишки) за зразком релігійного вівтаря, але із зображенням мостів і хмарочоси замість святих. Ця робота відображає поширене на той час переконання, що промисловість витісняє релігію як центр сучасного життя. Картина знаходиться в колекції Музею Ньюарка в Ньюарку, Нью-Джерсі. «У той час, коли практично всі модерністи пробували свої сили в репрезентації міста, — писала Ванда Корн, — картина Стелли — це підсумок».
Після Armory Show Стелла також став фігурою, про яку багато говорили у світі мистецтва Нью-Йорка, об'єктом жорстоких нападок консервативних критиків, які вважали модернізм загрозливим і нез'ясовним, а також об'єктом захоплення молодих, більш авантюрних художників. На думку історика мистецтва Сема Хантера, "Серед сучасних картин на Armory Show, «Оголена, що спускається сходами» Дюшана, «Хода у Севільї» Пікабіа та футуристична „Битва вогнів“ Стелли, Коні-Айленд справив найбільший вплив. про американських художників». Друг зазначив, що картина «викликала загальну сенсацію, мистецький потрясіння настільки ж раптове й несподіване, наскільки це було універсальним [в авангардних колах]». Колекціонер і мистецький педагог Кетрін Дрейер включила Стеллу до тих художників, чиї роботи вона прагнула просувати під егідою свого Societe Anonyme, першого музею Нью-Йорка, присвяченого виключно передовому сучасному мистецтву, який відкрив свої двері в 1920 році.
У Нью-Йорку в 1920-х роках Стелла був зачарован геометричною якістю архітектури Нижнього Мангеттена. У роботах тих років він далі засвоював елементи кубізму та футуризму. У «Бруклінському мосту» (1919—1920) він показує своє захоплення широкими лініями мосту Роблінгів, мотивом, який він використовував за кілька років до того, як поет Гарт Крейн звернувся до цієї споруди як до символу сучасності. На зображеннях моста Стелли зображені діагональні троси, які з силою проносяться вниз, забезпечуючи спрямовану енергію. У той час як ці динамічні зображення натякають на хвилювання та рух сучасного життя, тут образ мосту також стає потужною іконою стабільності та солідарності. Серед інших його відомих картин — «Інтерпретація Нью-Йорка» («Голос міста») (1922), твір із п'яти панелей (майже двадцять три фути завдовжки та понад вісім футів заввишки) за зразком релігійного вівтаря, але із зображенням мостів і хмарочоси замість святих. Ця робота відображає поширене на той час переконання, що промисловість витісняє релігію як центр сучасного життя. Картина знаходиться в колекції Музею Ньюарка в Ньюарку, Нью-Джерсі. «У той час, коли практично всі модерністи пробували свої сили в репрезентації міста, — писала Ванда Корн, — картина Стелли — це підсумок».
У 1930-х роках Стелла працював над Федеральним художнім проектом, а згодом подорожував до Європи, Північної Африки та Вест-Індії, місць, які надихнули його працювати у різних стілістиках. Він невпинно переходив від одного стилю до іншого, від реалізму до абстракції та сюрреалізму . Він створював абстрактні міські теми, релігійні образи, ботанічні та природознавчі дослідження, еротичні та гарячі пейзажі Карибського моря та барвисті натюрморти з овочів, фруктів і квітів.
Однак роботи Стелли періоду після Armoury Show були на зручними для будування тривалої кар'єри. Після того, як він припинив малювати у футуристичному або квазікубістичному стилі та завершив свій період прецизіоністських фабричних зображень (приблизно 1920), він не був пов'язаний з жодним конкретним рухом. Його занепокоєння, як і його підхід до живопису, стали менш своєчасними, більш особистими та ідіосинкратичними. "Дерево мого життя " (1919), як і багато пізніших творів Стелли, є «бароковим і оперним» садовою сценою Босха, а його етюди фігур (зазвичай жіночі, часто схожі на Мадонну) декоративно, екстравагантно прикрашені. Його численні квіткові роботи межують із сюрреалістичним, але через їх пишність і надмірність не можна точно охарактеризувати як частину сюрреалістичного руху. Критик Льюїс Мамфорд тоді назвав його «загадковим художником», прокоментувавши: «Я бачив, як тріщина між його реалізмом і його фантазією перетворилася на прірву».

Висока художня майстерність Стелли проявляється в багатьох образах, які він створював протягом свого життя. Сьогодні його особливо поважають за його портрети на папері, намальовані у техниці «срібна голка» або олією, більшість із яких зроблені у 1920-х роках. Його зображення Уолта Вітмена, Марселя Дюшана, художника Луї Ейльшеміуса та його друга, композитора Едгара Варезе, є роботами виняткової чутливості до ліній, деталей обличчя та інтелектуальної аури позуючего.
Менш відомим аспектом роботи Стелли є колажі, зроблені ним у 1920-х роках, які складалися з уривків викинутого паперу, обгорток (на деяких все ще видно комерційний логотип або етикетку) та інших шматочків сміття, часто з мазками фарби на них. Хоча Стеллу «приваблювали грандіозні, механізовані аспекти міста, [його] також приваблювали його анонімні, непомічені викиди… уламки людського існування». Це роботи в дусі німецького художника-колажіста Курта Швіттерса та анти-«високого мистецтва» духу руху дадаїзму, який завжди цікавив Стеллу.
До кінця 1930-х років роботи Стелли привертали значно менше уваги, ніж у попередні десятиліття. Його жорсткий характер відчужила багатьох старих друзів, і його стиль більше не відповідав часу. «Здоров'я та критичні статки Стелли погіршилися [за роки до Другої світової війни]. Емоційно відірвана від світу мистецтва Нью-Йорка, навіть його ретроспектива в музеї Ньюарка в 1939 році не змогла відновити його. Незважаючи на успішну презентацію, шоу був розглянутий з меншим ентузіазмом, ніж очікувала Стелла, і пізніше він скаржився, що не зміг спонукати нікого, хто живе в Нью-Йорку, подивитися його».

## Смерть
На початку 1940-х років у Стелли діагностували серцево-судинне захворювання, і він став піддаватися періодам хворобливої тривоги. 5 листопада 1946 року він помер від серцевої недостатності у віці 69 років. Він похований у мавзолеї на кладовищі Вудлон у Бронксі, Нью-Йорк.
Галерея

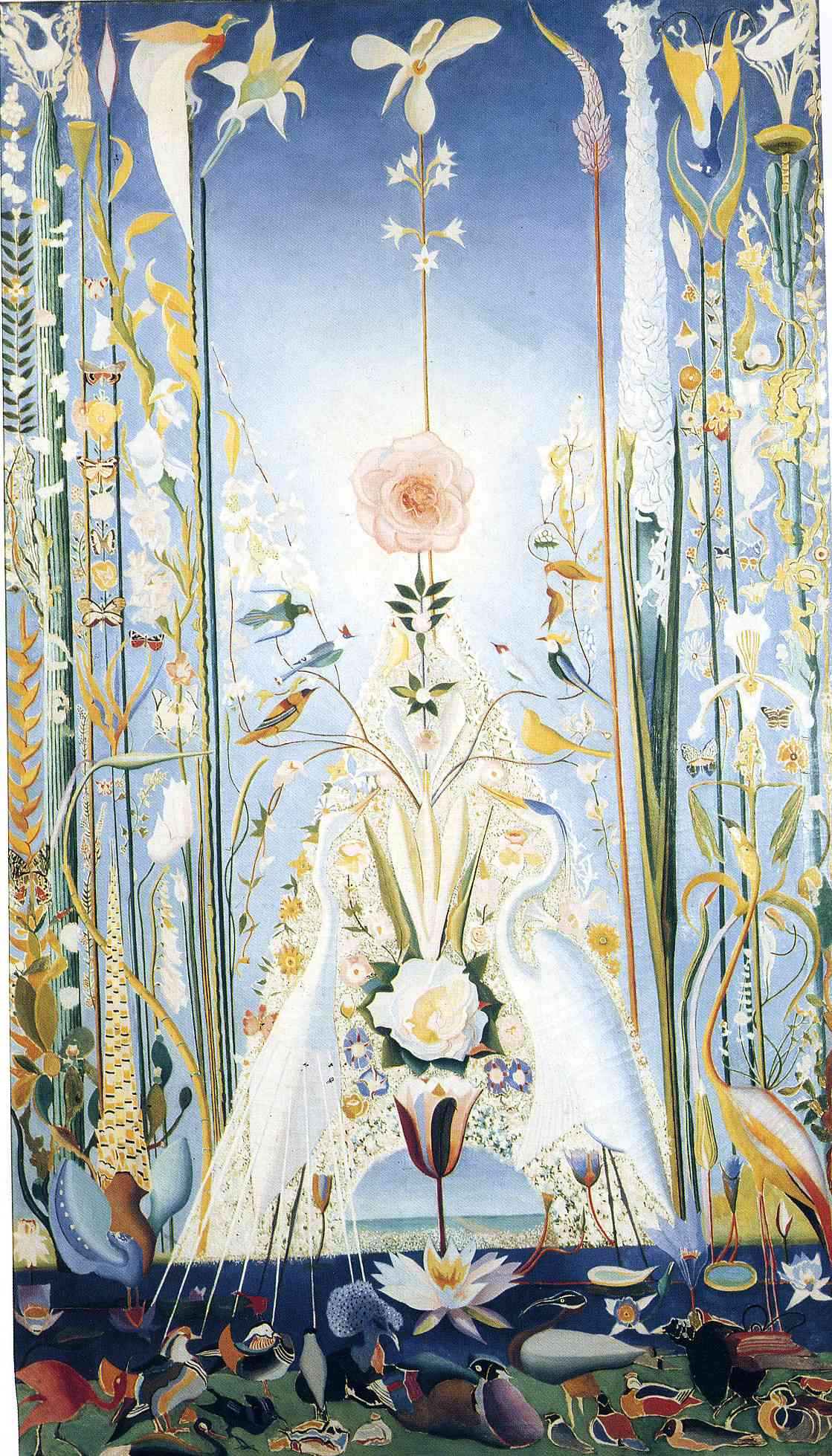
Апофеоз троянд
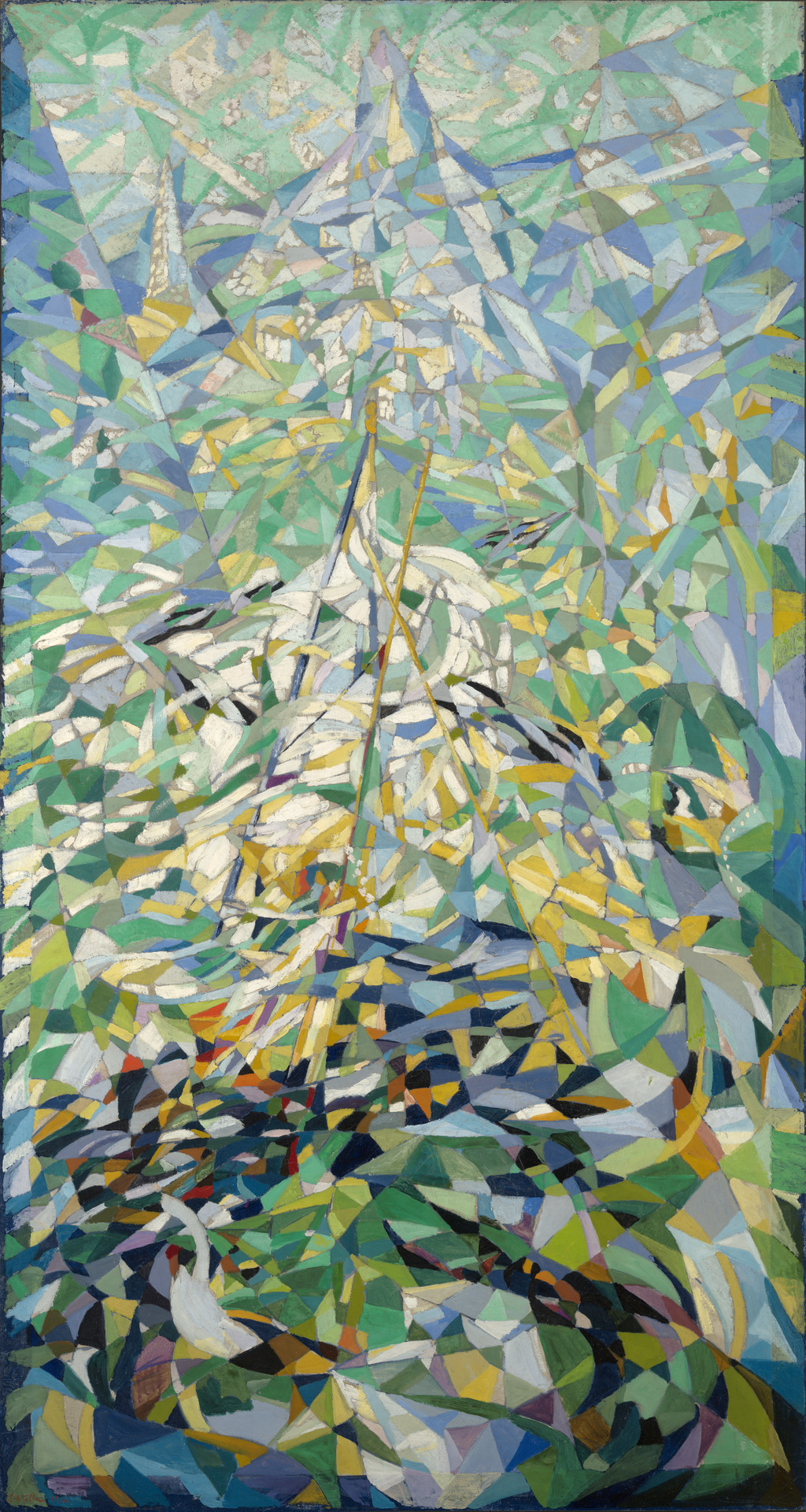
Весна
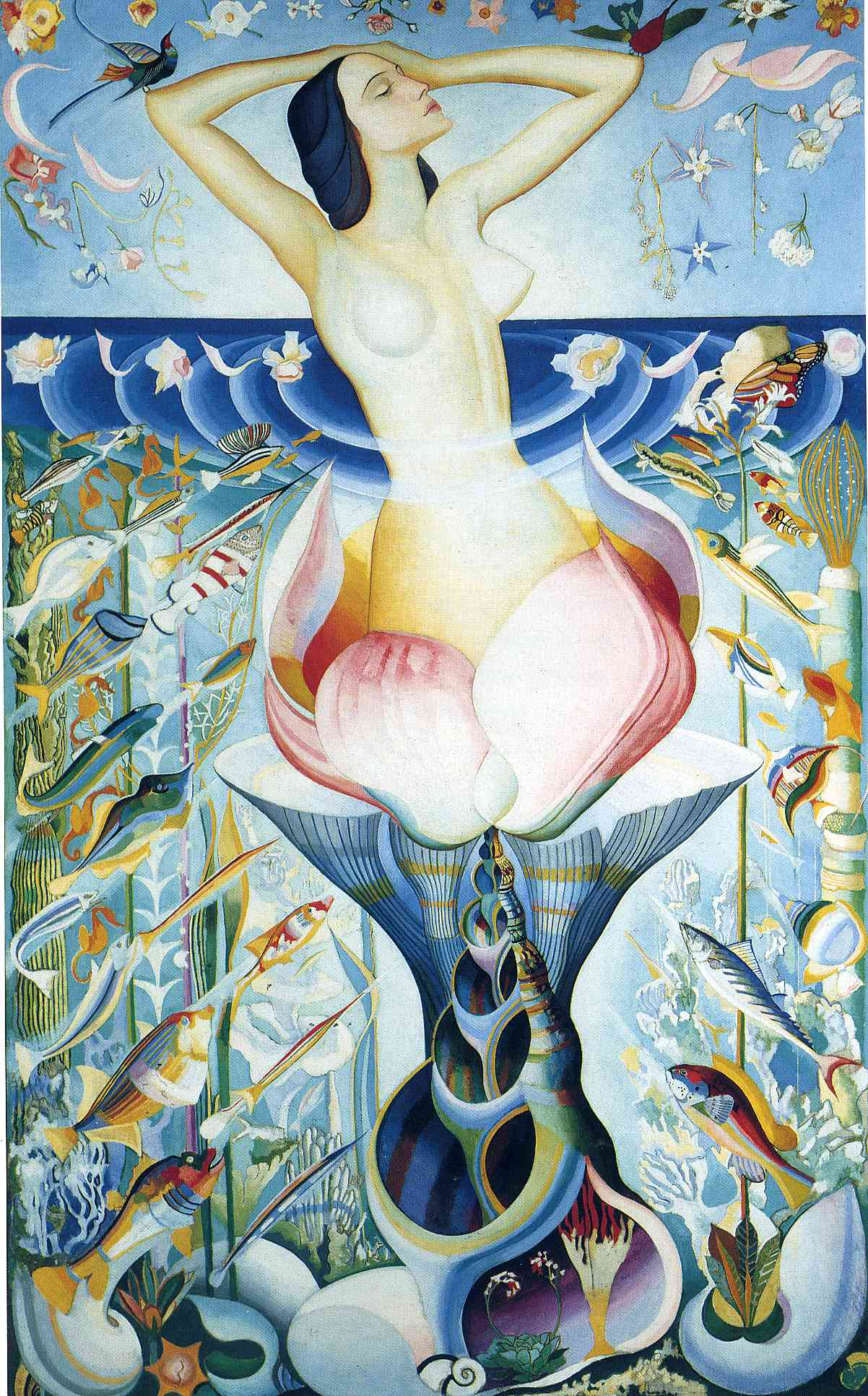
Народження Венери
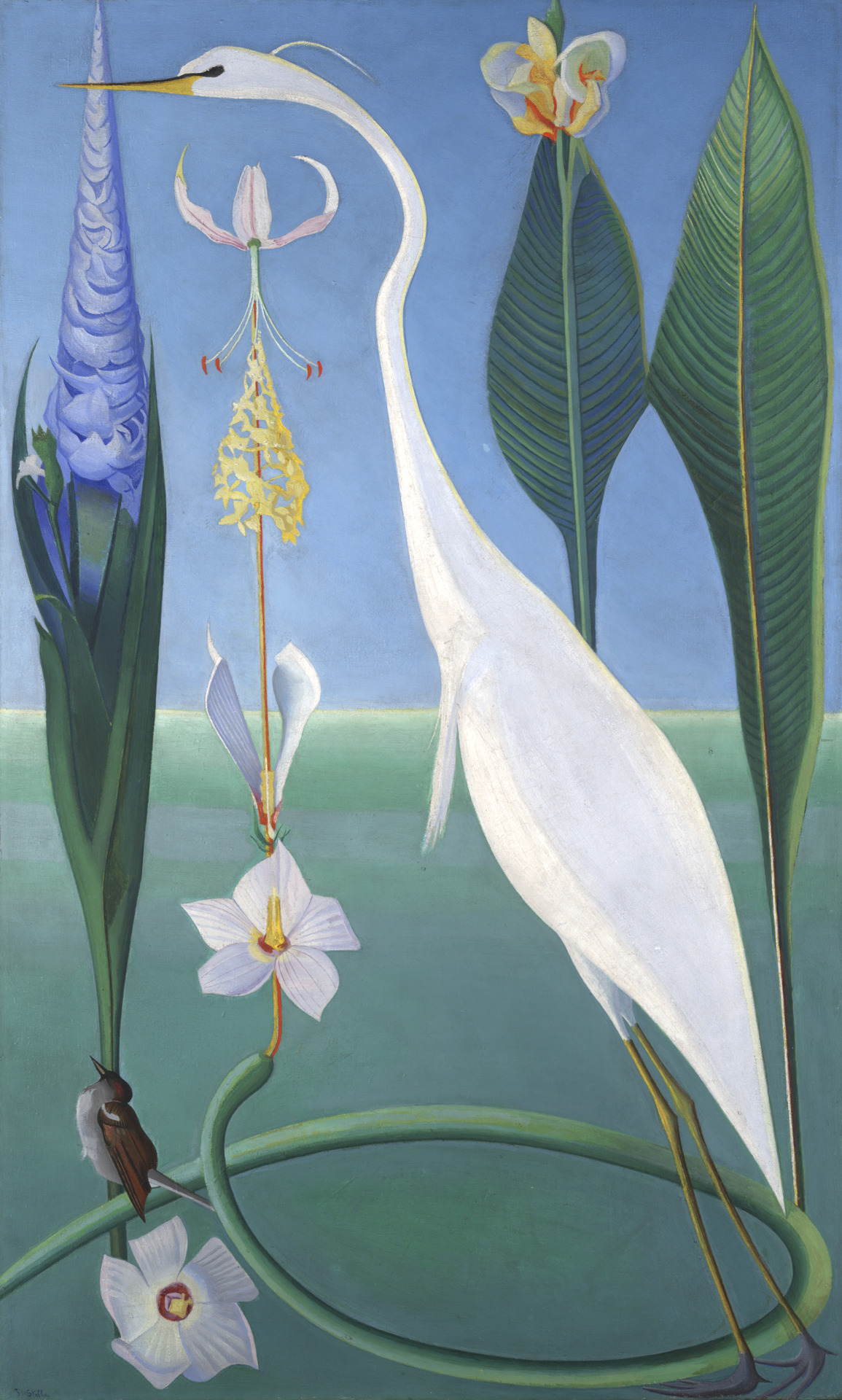
Біла чапля
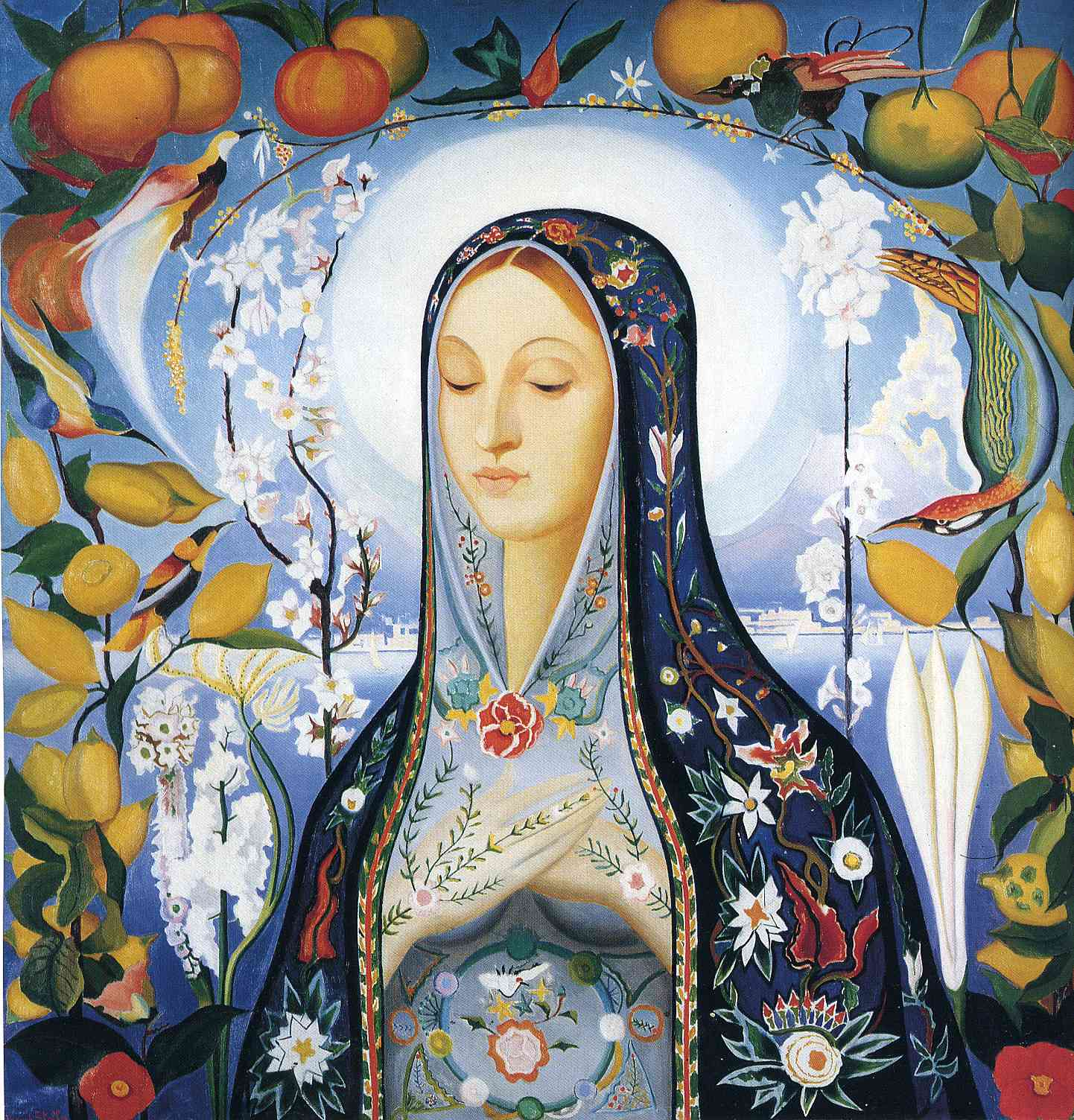
Богородиця
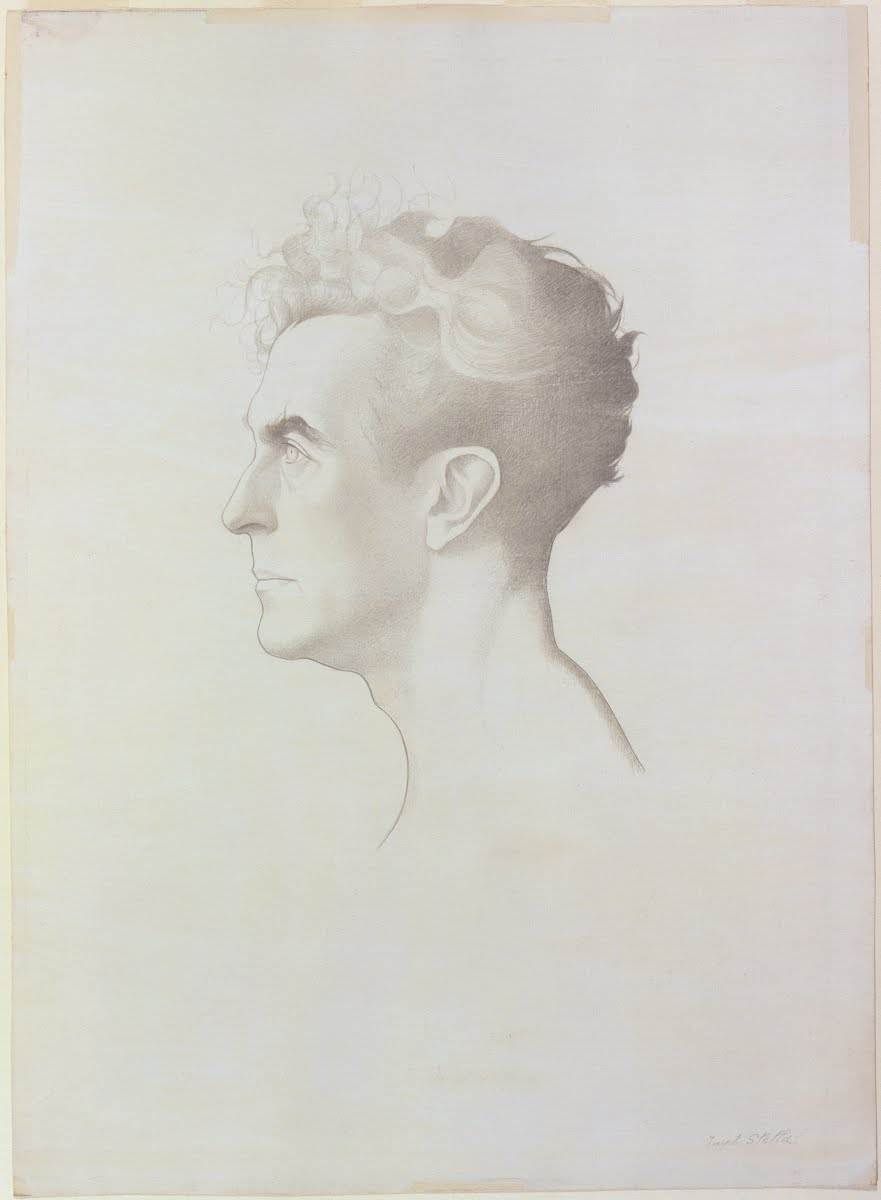
Портрет Едгарда Вареза
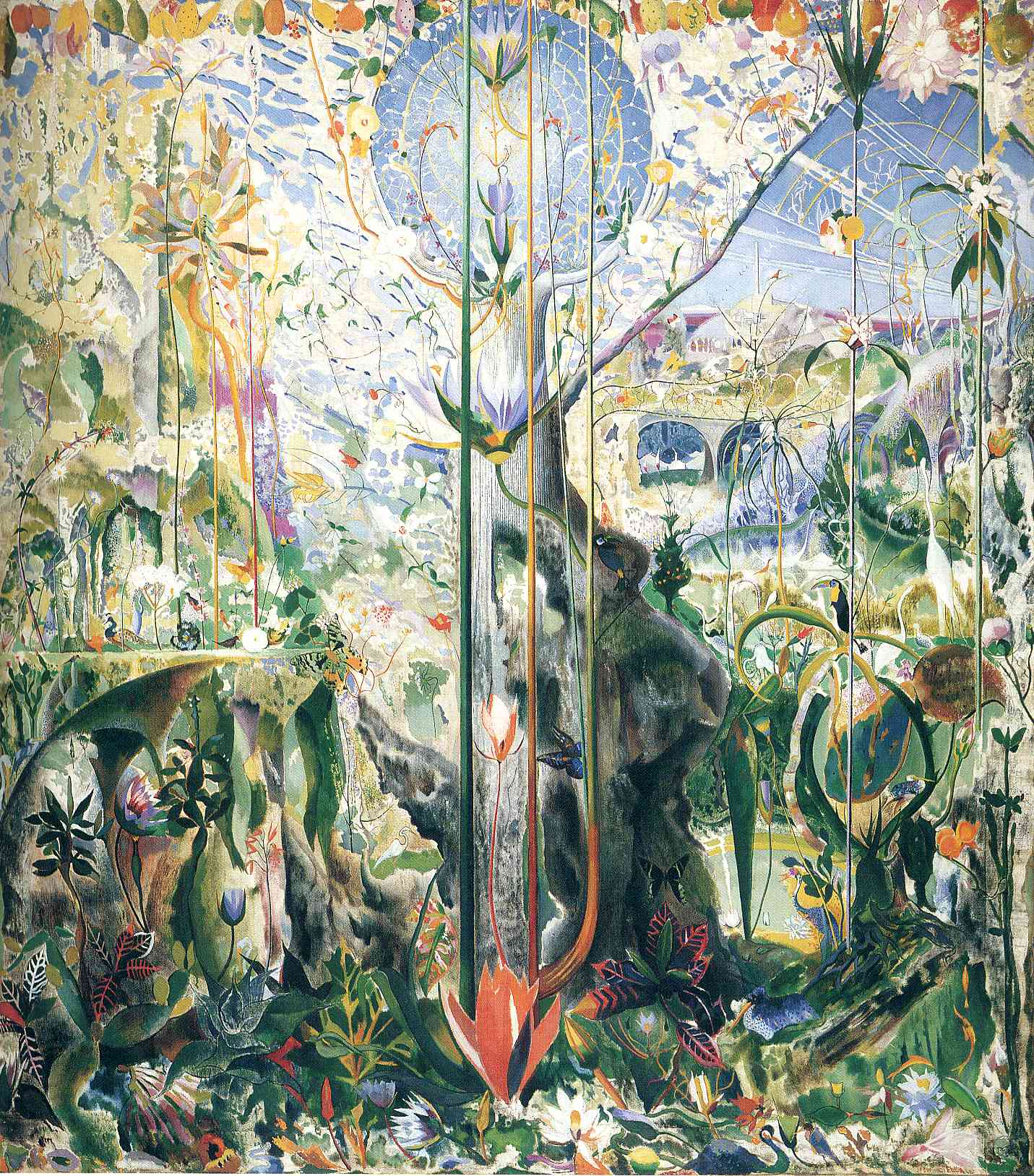
Дерево мого життя
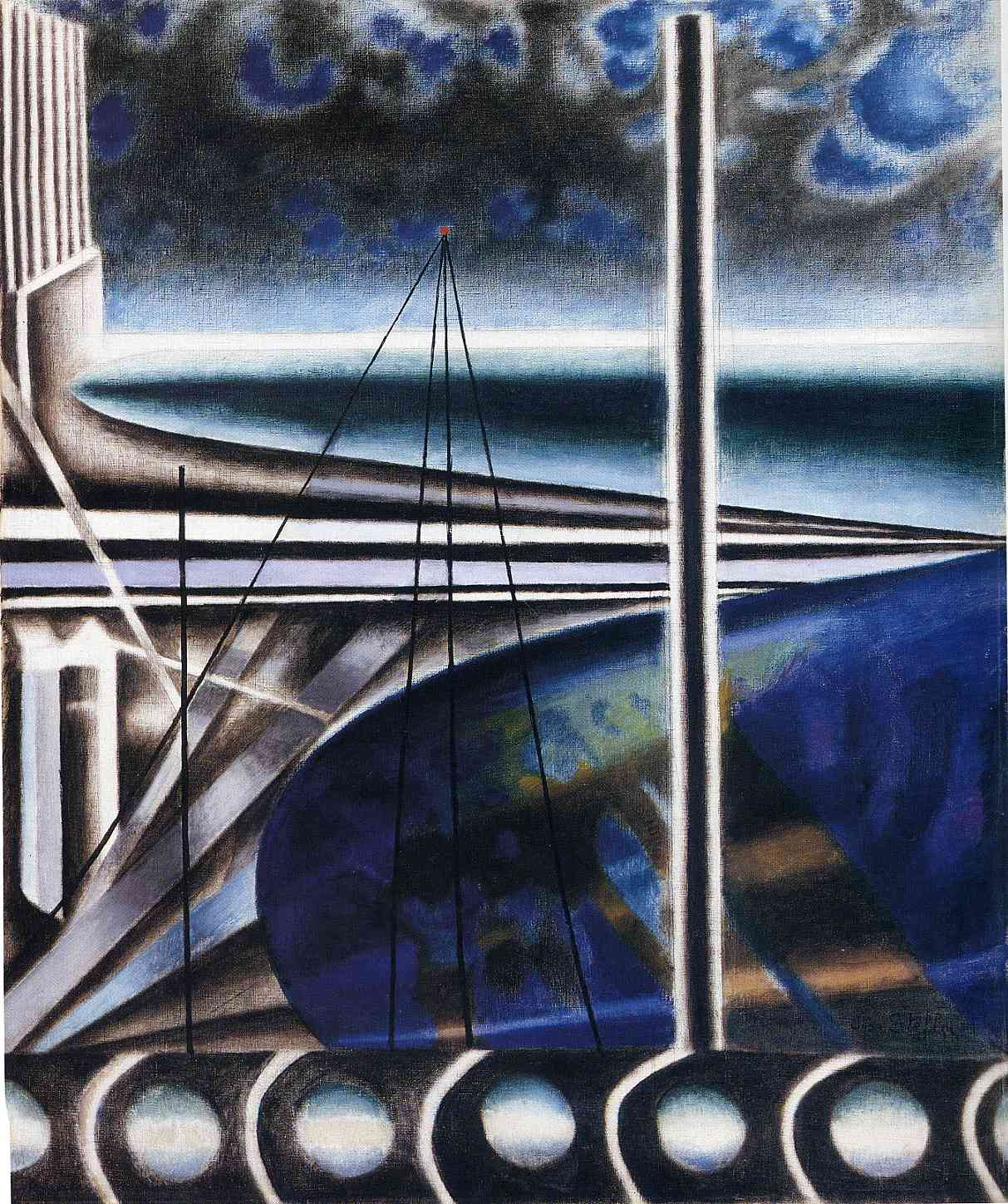
Столичний порт
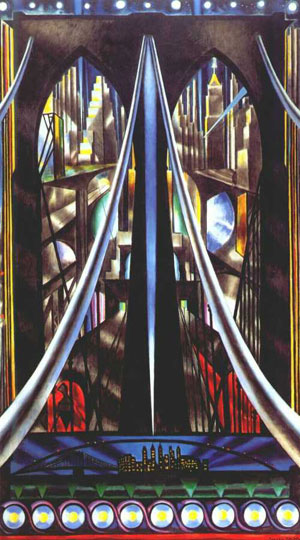
Бруклінський міст

## Основні твори в публічних колекціях
- Фабрична сцена Піттсбурга (1908—1918): Інститут мистецтв Міннеаполіса, Міннеаполіс[26]
- Битва вогнів, Коні-Айленд, Марді Гра (1913–14): Художня галерея Єльського університету[27]
- Битва вогнів, Коні-Айленд (1913—1914): Музей мистецтв Шелдона, Університет Небраски–Лінкольн[28]
- Der Rosenkavalier (1914): Музей американського мистецтва Вітні[29]
- Піротехнічні вогні (1919): Музей образотворчих мистецтв Х'юстона[30]
- Бруклінський міст (1919–20): Художня галерея Єльського університету
- New York Interpreted (The Voice of the City) (1920–22): Ньюаркський музей
- Заводи (1920): Музей сучасного мистецтва[31]
- Народження Венери (1922): Salisbury House[32]
- Заводи побічних продуктів (1923–26): Чиказький художній інститут[33]
- Амазонка (1925–26): Балтиморський художній музей[34]
- Богородиця (1926): Бруклінський музей[35]
- Дерево, Кактус, Місяць (1927–28): Дім-музей Рейнольда, Північна Кароліна[36]
- Американський пейзаж (1929): Walker Art Center[37]
- Лотос (1929): Музей Гіршхорна[38]
- Квіти, Італія (1930): Музей мистецтв Фенікса
- Димові труби (1935): Художня колекція університету штату Індіана
- Старий Бруклінський міст (1941): Музей образотворчих мистецтв, Бостон[39]

## Арт-ринок
13 листопада 2018 року картина Стелли під назвою «Дерево мого життя» (1919) була продана на Christie's в Нью-Йорку за 5 937 500 доларів США; світовий рекорд для роботи Стелли на публічних торгах.